# Avenue de La Motte-Picquet
A Avenue de La Motte-Picquet é uma avenida do 7.º e do 15.º arrondissements de Paris.

## Localização e acesso
A Avenue de La Motte-Picquet começa na Rue de Grenelle no 7.º arrondissement e termina no Boulevard de Grenelle no 15.º arrondissement.
Ela cruza o Boulevard de la Tour-Maubourg na Place Salvador-Allende, Avenue de Suffren e cruza a Place de l'École-Militaire.
A Rue Ernest-Psichari, a Rue Bougainville, a Rue Duvivier, a Rue Cler, a Avenue Bosquet, a Avenue Duquesne, a Avenue Frédéric-Le-Play, a Place Joffre, a Avenue Anatole-France, a Avenue Pierre-Loti, a Avenue Émile-Acollas, a Rue du Laos, a Rue du Général-Baratier, a Rue du Général-de-Castelnau, a Avenue Paul-Déroulède, a Rue de la Cavalerie, a Rue du Général-de-Larminat, a Rue d'Ouessant e a Rue de Pondichéry começam ou terminam na avenue de La Motte-Picquet.
Este local é servido pelas estações de metrô La Motte-Picquet - Grenelle (Linhas 6, 8 e 10), École Militaire (Linha 8) e La Tour-Maubourg (Linha 8).

## Origem do nome
A Avenue de La Motte-Picquet leva o nome do almirante de Luís XV e Luís XVI, Toussaint-Guillaume Picquet de La Motte (1720-1791).

## História

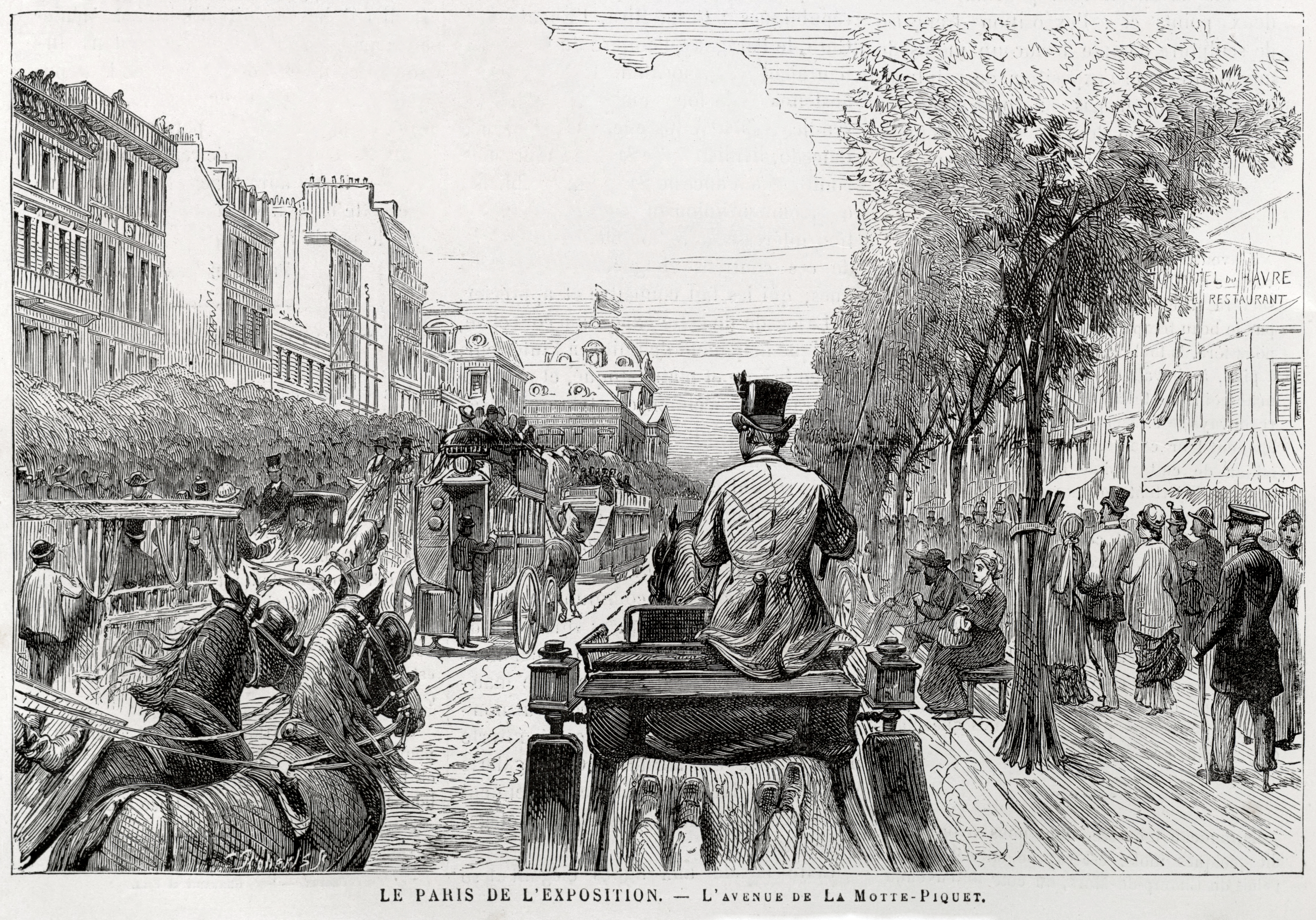
Gravura da avenida durante a Exposição Universal de 1878.

A via foi traçada ao longo de um eixo que separa a Escola Militar e o Campo de Marte, em direção ao Hôtel des Invalides. A parte compreendida entre a rue de Grenelle e as avenidas de La Bourdonnais e de Tourville foi aberta sob o nome de "Avenue de l'Ecole Militaire" em 1680. O restante foi formado apenas a partir de 1775.
Ela foi cedida pelo Estado à cidade de Paris sob a lei de 19 de março de 1838, que autoriza a transferência gratuita, para a cidade de Paris, de avenidas e praças dependentes do Hôtel des Invalides e da Escola Militar. No século XIX, a ortografia "Avenue de la Mothe-Piquet" foi utilizada.
A parte da avenida compreendida entre a Place de l'École-Militaire e a Avenue de Suffren foi cedida com o Campo de Marte pelo Estado à cidade de Paris nos termos de um acordo de 29 de março de 1890 aprovado por lei de 31 de julho seguinte. Esta seção tomou o nome de "Place Joffre" em 1933.
Ela foi então estendida até o atual Boulevard de Grenelle, que ficava às portas de Paris, até 1860.

## Atividades

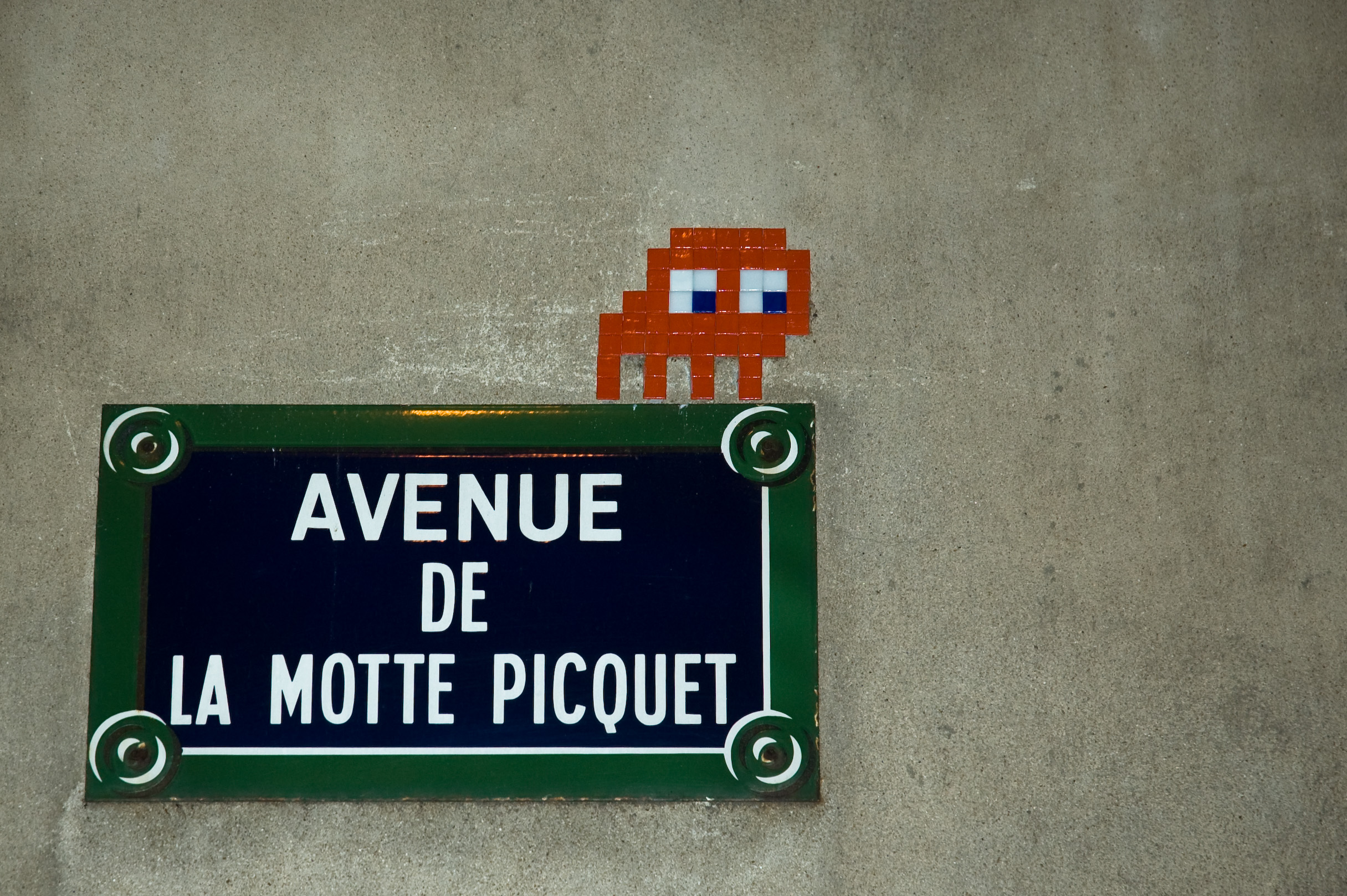
Placa da avenida

No lado 7, a avenue de la Motte-Picquet é ladeada de restaurantes e em direção à place de l'École-Militaire, ladeada por La Terrasse e Le Tourville, grandes cafés-restaurantes com grandes esplanadas que são muito movimentadas em dias ensolarados. As calçadas e os grandes passeios permitem um trânsito fluído de pedestres e automóveis.
A Avenue de la Motte-Picquet passa pela Place Joffre, alargando-se entre o Campo de Marte e a fachada da Escola Militar. Existem vários parques de estacionamento ao ar livre aqui e uma esplanada onde visitantes e parisienses vêm admirar a perspectiva da estátua equestre do Marechal Joffre e o Muro pela Paz em direção à Torre Eiffel e ao Palais de Chaillot.
No lado 15, a avenida também tem vários cafés, a brasserie Le Suffren na esquina da avenue de Suffren, e Le Primerose, Le Bouquet de Grenelle e Le Pierrot ao nível do boulevard de Grenelle.
A Village suisse é uma praça de antiquários no antigo local do Pavilhão Suíço da Exposição Universal de 1900.
O antigo cinema Kinopanorama, localizado nos números 60-62, fechou em 2002 e acabou se tornando um clube esportivo em janeiro de 2008. A antiga loja de música Paul Beucher foi substituída em 2010 por um café da rede Starbucks Coffee.
No nº 2 é a Embaixada do Chile na França.

## Edifícios notáveis e lugares de memória
- A atriz Carole Bouquet morou aí em um número desconhecido na década de 1980.[3]
- Nº 2: Embaixada do Chile na França; o escritor Pablo Neruda, embaixador do Chile, morou aí entre 1971 e 1973. Uma placa o homenageia.
- Nº 18: neste local ficava o Cirque Métropole (1906-1930), o último circo de pedra construído em Paris.
- Nº 52: casa do Coronel Rémy de dezembro de 1941 a junho de 1942. Em 25 de agosto de 1944, o lutador da resistência Roland Abon cai pela Liberação de Paris; uma placa o homenageia.[4]

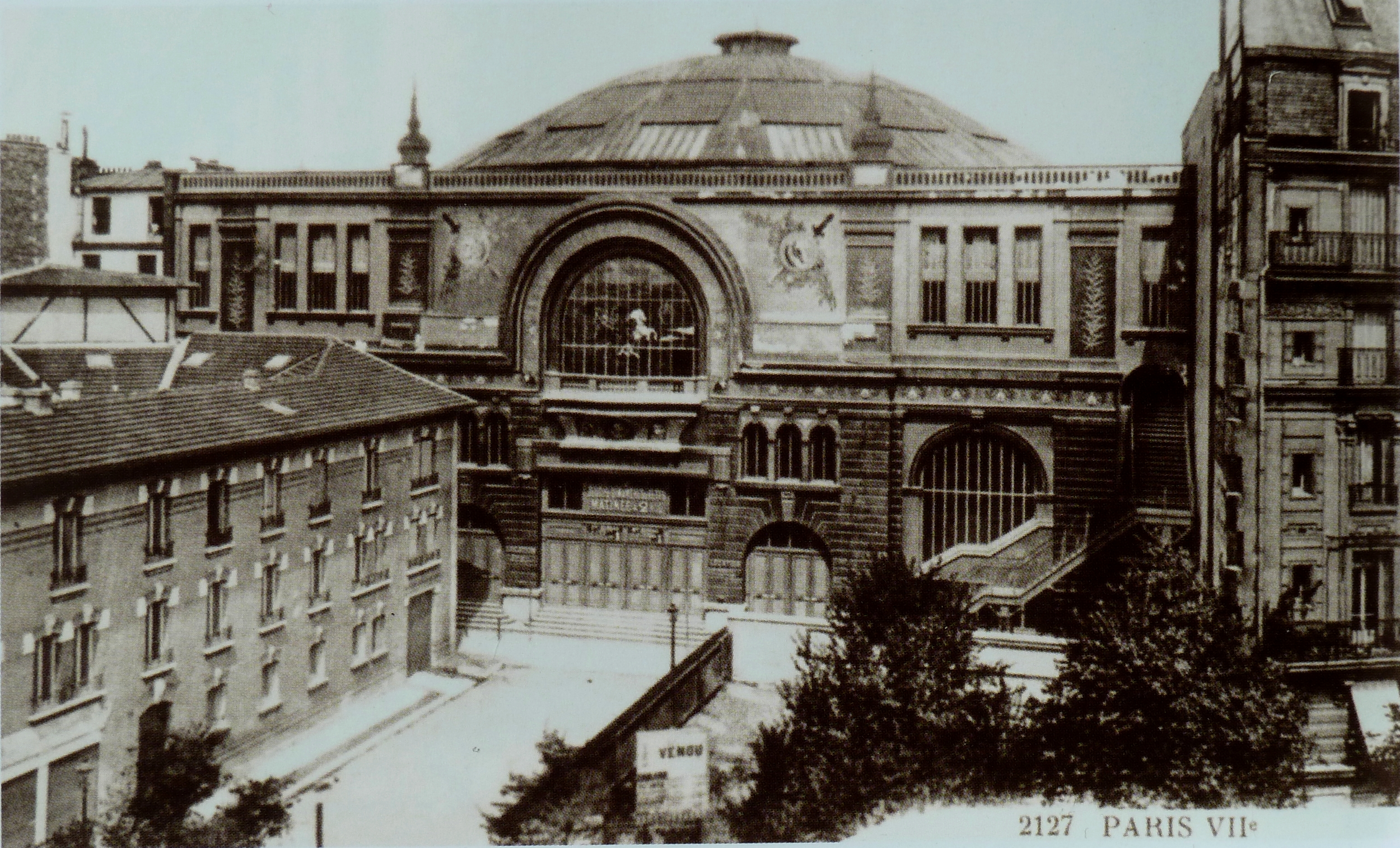
O Cirque Métropole nos números 18-20, destruído em 1930.
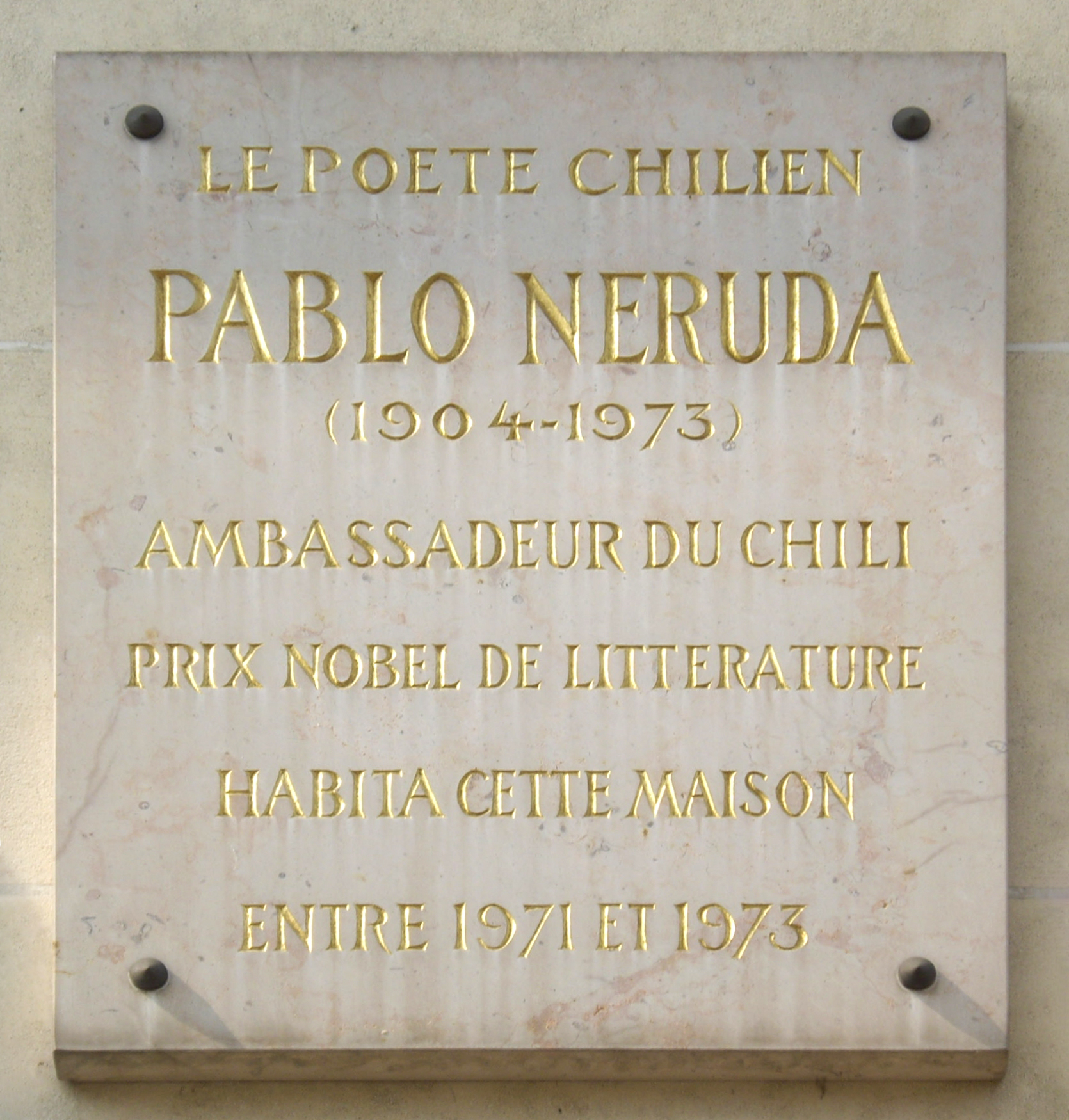
Nº 2.
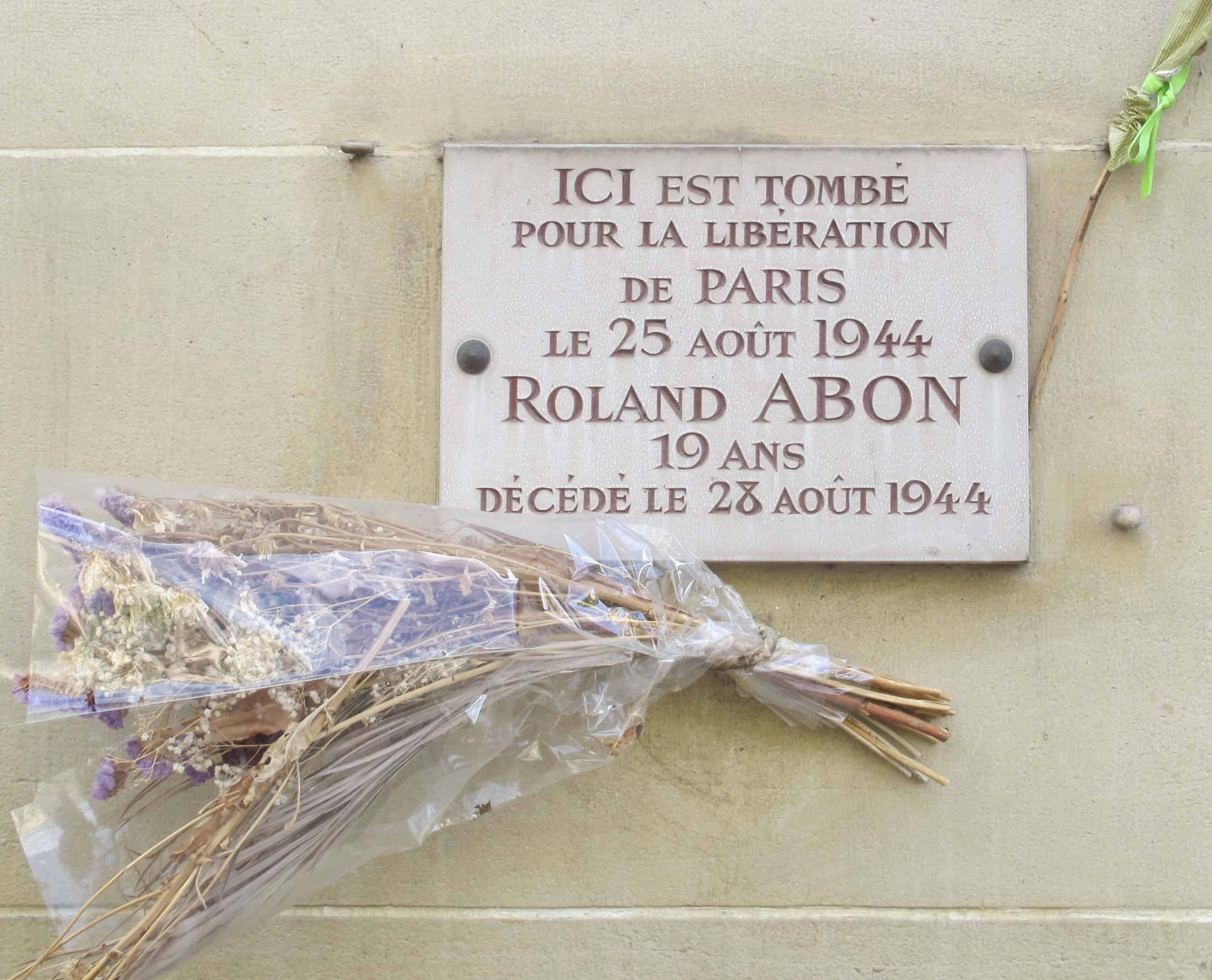
Nº 52.

## Na cultura popular
- Joséphine Baker em sua canção Revoir Paris (1949) cita La Motte-Piquet: «Car sans Paris, la Seine et les quais, et La Motte-Piquet, je sens qu'il me manquait trop de choses» (« Porque sem Paris, o Sena e os cais, e La Motte-Piquet, sinto que me faltavam coisas demais»).[5]